# Journet
Journet es una comuna francesa situada en el departamento de Vienne, en la región de Nueva Aquitania. Tiene una población estimada, en 2018, de 372 habitantes.

## Demografía
| 602 | 574 | 518 | 465 | 412 | 398 | 372 |
| Para los censos de 1962 a 1999 la población legal corresponde a la población sin duplicidades (Fuente: INSEE [Consultar]) |     |     |     |     |     |     |